# Square Jean-Cocteau
Le square Jean-Cocteau est un espace vertsquare du quartier de Javel du  15e arrondissement de Paris.

## Situation et accès
Situé entre la rue Saint-Charles, l’avenue Félix-Faure et la rue Balard, à proximité de plusieurs écoles, ce square est un lieu de passage très fréquenté, particulièrement à la sortie des écoles.
Il est desservi par la ligne 8 à la station Lourmel.

## Origine du nom
Ce square porte le nom du poète, graphiste, dessinateur, dramaturge et cinéaste français Jean Cocteau (1889-1963). 

## Historique
Ce square ouvert en 1983 et large de 6 020 m2 a été créé à l’occasion du changement d’affectation des anciennes usines Citroën.
Le square forme avec le mail de la rue Modigliani, rue piétonne créée à la même occasion, l'espace vert « square Jean-Cocteau et mail Modigliani ». Une sculpture faisant office de fontaine, Les Polypores de Jean-Yves Lechevallier, aussi nommée « fontaine Modigliani », marque dans la rue Modigliani l'entrée de cet espace vert du côté de la rue Saint-Charles.

## Activités
- On trouve une aire de jeux équipée pour enfants.